# Nate Gerwig
Nathan Gerwig (* 27. Juni 1983) ist ein ehemaliger US-amerikanischer Basketballspieler. Nach seinem Studium in seinem Heimatland spielte Gerwig als Profi in Europa, vor allem für deutsche Vereine. Neben einem glücklosen Engagement für den Erstligisten Paderborn Baskets, für den er wegen einer schweren Knieverletzung nur vier Spiele absolvierte, spielte Gerwig hauptsächlich für Vereine in der zweiten Liga ProA.

## Karriere
Gerwig wuchs in Pittsburgh auf, er ging zum Studium aus Pennsylvania nach Ohio, wo er an der Kent State University für das Hochschulteam Golden Flashes in der NCAA spielte. In seinem dritten Jahr musste Gerwig verletzungsbedingt wegen Schulter- und Knieverletzungen passen, so dass er aus medizinischen Gründen aussetzte und in seinem fünften Collegejahr eine weitere Spielzeit spielen durfte.
Nach Studienende ging Gerwig 2006 als Profi nach Finnland, wo er in Porvoo für den Verein Tarmo in der Korisliiga spielte. Nach einem Jahr kehrte er in sein Heimatland zurück und spielte für die neu gegründete Mannschaft Fort Wayne Mad Ants in der NBA Development League. Im Anschluss verpflichtete ihn 2008 der deutsche Zweitligist Chemnitz Niners, der zuvor nur durch den Verzicht einer anderen Mannschaft in der Klasse verblieben war. Mit den Sachsen spielte Gerwig vergleichsweise erfolgreich mit knapp 16 Punkten und 8,5 Rebounds im Schnitt in der ProA-Saison 2008/09, am Saisonende belegte man mit ausgeglichenem Punktekonten einen Mittelfeldplatz. Für die darauffolgende Spielzeit verpflichtete ihn der Erstligist Paderborn Baskets, der zuvor erstmals die Play-offs um die deutsche Meisterschaft erreicht hatte. Gerwig spielte dort wieder mit DeAndre Haynes zusammen, der auch beinahe die ganze College-Zeit sein Mannschaftskamerad gewesen war. Die finanziell angeschlagenen Paderborner hatten jedoch fast ihren gesamten Kader abgegeben und auch Gerwig musste bereits nach vier Spielen in der Basketball-Bundesliga-Saison 2009/10 wegen eines Knorpelschadens am Knie aussetzen, so dass er im Anschluss nicht mehr eingesetzt werden konnte. Am Saisonende stieg der Verein abgeschlagen als Tabellenletzter aus der Basketball-Bundesliga ab.
Nach der erneuten Knieverletzung setzte Gerwig beinahe zwei Jahre lang aus und kehrte in der ProA-Saison 2011/12 nach Deutschland zurück, schloss sich dort den Saar-Pfalz Braves aus Homburg an, die seinen Probevertrag jedoch nach wenigen Spielen wieder beendeten. Bereits sechs Wochen später griff der Ligakonkurrent Cuxhaven BasCats zu und verpflichtete Gerwig bis zum Ende der Spielzeit. Für die folgende Spielzeit wurde Gerwig vom slowakischen Meister aus Prievidza verpflichtet. Nach mäßigem Saisonstart beendete der Titelverteidiger den Vertrag mit Gerwig Anfang Dezember vorzeitig. Daraufhin kehrte Gerwig erneut nach Deutschland zurück und wurde von den BSW Sixers aus der Pro B verpflichtet. Dort spielte er bis 2015.

## Sonstiges
Die größten Rivalen der Golden Flashes der Kent State University sind die Zips der benachbarten University of Akron. Etwa zur gleichen Zeit, als Gerwig und Haynes (2001 bzw. 2002 bis 2006) für die Golden Flashes aktiv waren, waren auch die späteren Bundesliga-Spieler Dru Joyce und Romeo Travis für die Zips von 2003 bis 2007 aktiv. Während die Zips zur Spielzeit von Haynes und Gerwig, die sich einmal für die Endrunde qualifizieren konnten, hinter den Golden Flashes rangierten, war das Duo Joyce und Travis in der BBL erfolgreicher als Haynes und Gerwig. Sie konnten sich gemeinsam im Trikot von Ratiopharm Ulm in der BBL-Saison 2008/09 für die Play-offs um die Meisterschaft qualifizieren, während Haynes und Gerwig eine Spielzeit später bei den Paderborn Baskets sogar als Tabellenletzter absteigen mussten.